# Euceros congregatus
Euceros congregatus là một loài tò vò trong họ Ichneumonidae.